# Georgia Thompson
Georgia Rose Thompson ist eine US-amerikanische Schauspielerin, Stuntfrau und Tänzerin.

## Leben
Thompson machte nach mehreren Schauspiellehrgängen ihren Bachelor of Arts in Tanz an der Creative Academy in London. Im folgenden Jahr erlangte sie auch ihren Master. Nach einer Episodenrolle in der Fernsehserie Prank Patrol 2011 spielte sie 2013 in insgesamt sechs Episoden der Fernsehserie Big School in der Rolle der Beyonce mit. 2016 folgten vier Rollenbesetzungen in den Kurzfilmen Sword Art Online: Beta Test, Life Through My Eyes, Revolution und Origins. Im selben Jahr war sie in der Rolle der Tisiphone, einer Furie, im Film Sinbad and the War of the Furies zu sehen. Von 2017 bis 2022 spielte sie in der Serie The Women Who Would Not Starve die Rolle der Lynn. 2018 wirkte sie im Film Ink & Rain als Stuntfrau mit.

## Filmografie (Auswahl)

### Schauspiel
- 2011: Prank Patrol (Fernsehserie)
- 2013: Big School (Fernsehserie, 6 Episoden)
- 2016: Sword Art Online: Beta Test (Kurzfilm)
- 2016: Life Through My Eyes (Kurzfilm)
- 2016: Revolution (Kurzfilm)
- 2016: Sinbad and the War of the Furies
- 2016: Origins (Kurzfilm)
- 2017–2022: The Women Who Would Not Starve (Fernsehserie, 2 Episoden)

### Stunts
- 2016: Revolution (Kurzfilm)
- 2018: Ink & Rain

## Theater (Auswahl)
- Eclipsed
- Moon Over Buffalo
- The Miss Firecracker Contest
- Epidemic, The Old Vic New Voices